# Hrabstwo Rutherford (Karolina Północna)
Hrabstwo Rutherford (ang. Rutherford County) – hrabstwo w stanie Karolina Północna w Stanach Zjednoczonych.

## Geografia
Według spisu z 2000 roku obszar całkowity hrabstwa obejmuje powierzchnię 566 mil2 (1465,93 km²), z czego 564 miel2 (1460,75 km²) stanowią lądy, a 2 mile2 (5,18 km²) stanowią wody. Według szacunków United States Census Bureau w roku 2012 miało 67 323 mieszkańców. Jego siedzibą administracyjną jest Rutherfordton.

### Miasta
- Chimney Rock (wieś)
- Bostic
- Ellenboro
- Forest City
- Lake Lure
- Ruth
- Spindale
- Rutherfordton

### CDP
- Caroleen
- Cliffside
- Henrietta